# Homole (Borovnice)
Homole (dříve též Homol, německy Rogendorf) je osada, jedna ze čtyř částí obce Borovnice v okrese Rychnov nad Kněžnou v Královéhradeckém kraji.

## Popis a poloha
Nachází se mezi obcemi Borovnice a Lhoty u Potštejna; uprostřed kříže vytvořeného průsečíkem přímek z města Rychnov nad Kněžnou do Chocně a z Kostelce nad Orlicí do Ústí nad Orlicí. Při sčítání lidu roku 2001 měla osada 9 domů a 16 obyvatel.

## Poutní kostel
Na vrchu Homoli (393 m n. m.) je situován poutní kostel Panny Marie Bolestné s výpravným přístupovým schodištěm, působící jako dominanta širé krajiny. Samotný kostel i se schodištěm však leží v katastru sousední obce Lhoty u Potštejna.

## Další fotografie

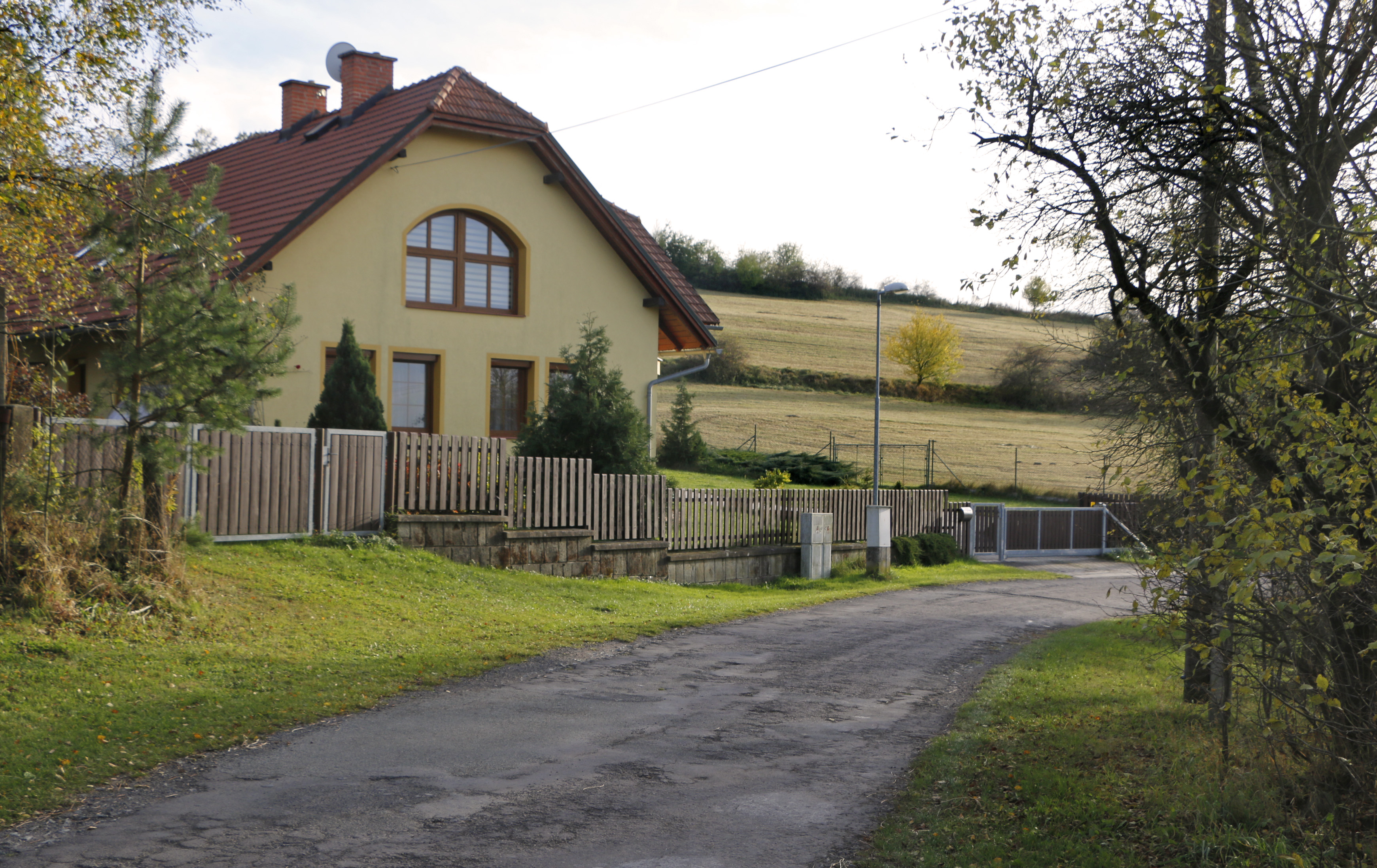
Dům čp. 10
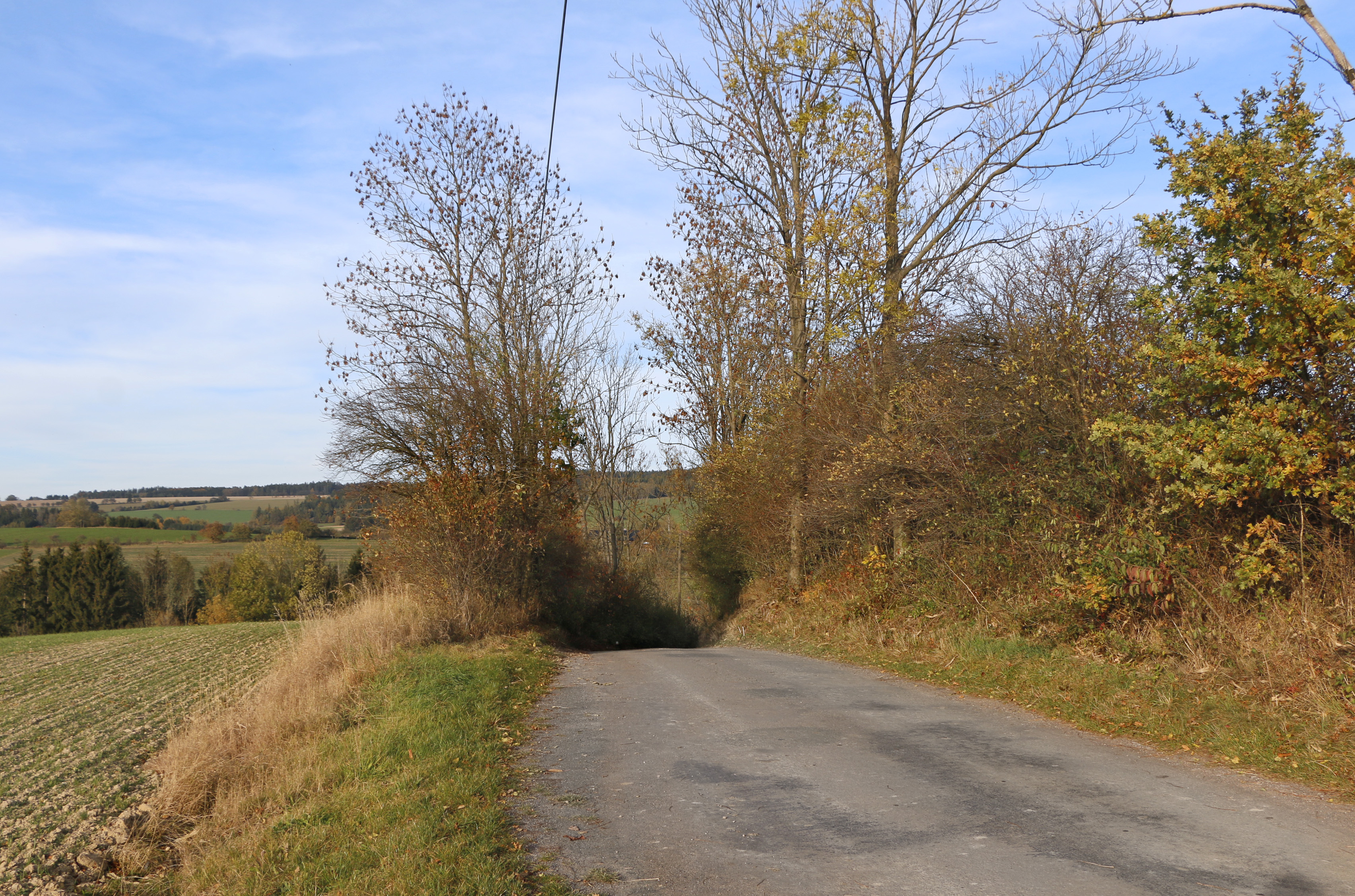
Cesta k Lhotám u Potštejna